# Pryłymanśke
Pryłymanśke (ukr. Прилиманське, ros. Прилиманское) – wieś na Ukrainie, w obwodzie odeskim, w rejonie odeskim. Od wschodu sąsiaduje z Odessą.